# Crystal Lake (Illinois)
Crystal Lake ist eine Stadt im McHenry County im Nordosten des US-amerikanischen Bundesstaates Illinois und Bestandteil der Metropolregion Chicago. Das U.S. Census Bureau hat bei der Volkszählung 2020 eine Einwohnerzahl von 40.269 ermittelt.

## Geographie

### Lage
Crystal Lake liegt auf 42°13'35" nördlicher Breite und 88°20'8" westlicher Länge und auf einer Höhe von 279 m.
Crystal Lake liegt etwa 80 km nordwestlich von Chicago und ist die größte Stadt im McHenry County.
Die Stadt ist nach dem nahe dem Stadtzentrum gelegenen Crystal Lake (Kristallsee, Fläche ca. 0,9 km²) benannt. Nach Angaben des United States Census Bureaus erstreckt sich das Gebiet der Stadt auf 43,5 km², davon sind 1,5 km² Wasserflächen.

### Stadtgliederung
Als größte Stadt im McHenry County hat Crystal Lake, nicht zuletzt wegen seiner drei High Schools, mehrere bevorzugte Wohngebiete, sogenannte Neighborhoods, zum Teil sind dies auch geschlossene Wohnanlagen. Weil viele Bewohner außerhalb der Stadt arbeiten, hauptsächlich in Chicago, wird das soziale Leben der Familien weitestgehend davon bestimmt, wo die Kinder zur Schule gehen und in welchem Wohngebiet man lebt. Rund um Crystal Lake befinden sich folgende Wohngebiete, die sich weitestgehend durch ihren Wohlstand und durch ihre Zuordnung zu den Schulbezirken (School Districts) unterscheiden:
By Prairie Ridge, so benannt nach der gleichnamigen Schule dort; Downtown Crystal Lake; Coventry, südlich Downtown, einst bevorzugtes Wohngebiet der Piloten des nahe gelegenen O’Hare Flughafens; Four Colonies im Südwesten; Village; Spring Hills; Spring Lake; die wohl exklusivste Wohnanlage Lake in the Hills sowie West End; North Shore und Vista.

### Klima
Das Klima in der Stadt ist ähnlich dem des benachbarten Chicago. Die Stadt erlebt heiße Sommer und kalte Winter. Die Temperaturen sind im Winter leicht extremer als in Chicago. Der heißeste Monat ist der Juli mit durchschnittlich 30 °C. Die Temperaturen im Sommer übersteigen nicht selten 35 °C, in manchen Jahren gelegentlich bis zu 39 °C. Der kälteste Monat ist der Januar mit durchschnittlich − 5 °C. Nachts gewöhnlich bis zu − 12 °C. Es gab schon extrem kalte Nächte mit Rekordwerten von − 29 °C, jedoch nur sehr selten und nicht in jedem Winter. Die feuchtesten Monate sind Juli und August mit Gewitter und starken Regenfällen, jedoch kann auch über Wochen anhaltende Trockenheit herrschen. Die zwei trockensten Monate sind Januar und Februar, wo fast der gesamte Niederschlag als Schnee fällt. In einem normalen Winter fällt bis zu einem Meter Schnee. Selten treten Schneestürme auf, die dann bis zu drei Meter Schnee am Tag mit sich bringen können.

## Geschichte

### Gründung
Die Stadt Crystal Lake geht auf zwei ehemals separate Orte zurück, welche im 19. Jahrhundert entstanden sind. Diese Orte waren Nunda und Crystal Lake. Die Namensgebung des Sees geht zurück auf das Jahr 1835, als Ziba S. Beardsley erstmals an das Ufer des Sees kam und ausrief, dass das Wasser klar wie Kristall sei. Ziba Beardsley zog weiter nach Süden und verpasste somit die Chance, in die Geschichte der Stadt als Gründer einzugehen.
Im Februar 1836 kamen die ersten weißen Siedler, Beman und Polly Crandell mit ihren sechs Kindern. Sie kamen aus dem Staat New York mit Pferd und Wagen an den See. Zuerst lebten sie im Planwagen, bis eine Blockhütte – in der Nähe der Kreuzung zwischen der heutigen Virginia Street und Van Buren Street – fertiggestellt war. Vier weitere Kinder der Crandells wurden hier geboren. Die Familie Najah Beardsleys war die zweite, die in Crystal Lake siedelte. Sein Enkel, William Beardsley, war das erste weiße Kind, das in der Prärie um Crystal Lake geboren wurde (7. Mai 1837). Der Ort war zuerst bekannt als Crystal Ville, doch schon 1840 wurde der Name in Crystal Lake geändert.
Der heute als Downtown Crystal Lake bekannte Ort hieß zuerst Dearborn und später Nunda. Das Dorf Dearborn begründete seine Existenz Mitte der 1850er Jahre, als ein Eisenbahndepot an der neu entstandenen Chicago and North Western Railway Eisenbahnlinie errichtet wurde. Das Depot war komplett vorfabriziert und auf Flachwagen von Chicago herantransportiert worden. Obwohl das Depot näher an Dearborn gelegen war, wurde es offiziell als Crystal Lake Station geführt. In jener Zeit befand sich das Stadtzentrum Crystal Lakes an der Virginia Street, über eine Meile (1,6 km) südwestlich der Eisenbahnstation. Die Eisenbahn verband die Menschen und die Industrie beider Orte mit Chicago und dem Rest des Landes. Durch ihre große Nähe zur Eisenbahn wuchs mit der Wirtschaft auch die Bevölkerung Dearborns schnell an. Am 7. Oktober 1868 wurde der Name Dearborn in Nunda geändert, nach Nunda, Livingston County im Staat New York, von wo aus sehr viele Siedler nach Dearborn kamen. Das Dorf Nunda wurde 1888 vom lokalen Landvermesser, John Brink, vermessen und erstreckte sich fortan auf das Gebiet nördlich der Route 176, der Crystal Lake Avenue im Süden, der Main Street im Osten und der Walkup Avenue im Westen.
Die Orte Crystal Lake and Nunda waren 1874 gleichermaßen schnell zusammengewachsen. 1908 wurde Nunda in North Crystal Lake umbenannt. Mehrere Versuche wurden unternommen, die zwei Orte auch verwaltungsrechtlich zu vereinigen. Nach vielem Widerspruch wurde schließlich im Jahre 1914 North Crystal Lake eingemeindet und Crystal Lake in seiner heutigen Verwaltungsstruktur als Stadt gebildet.

### Die Familie Dole

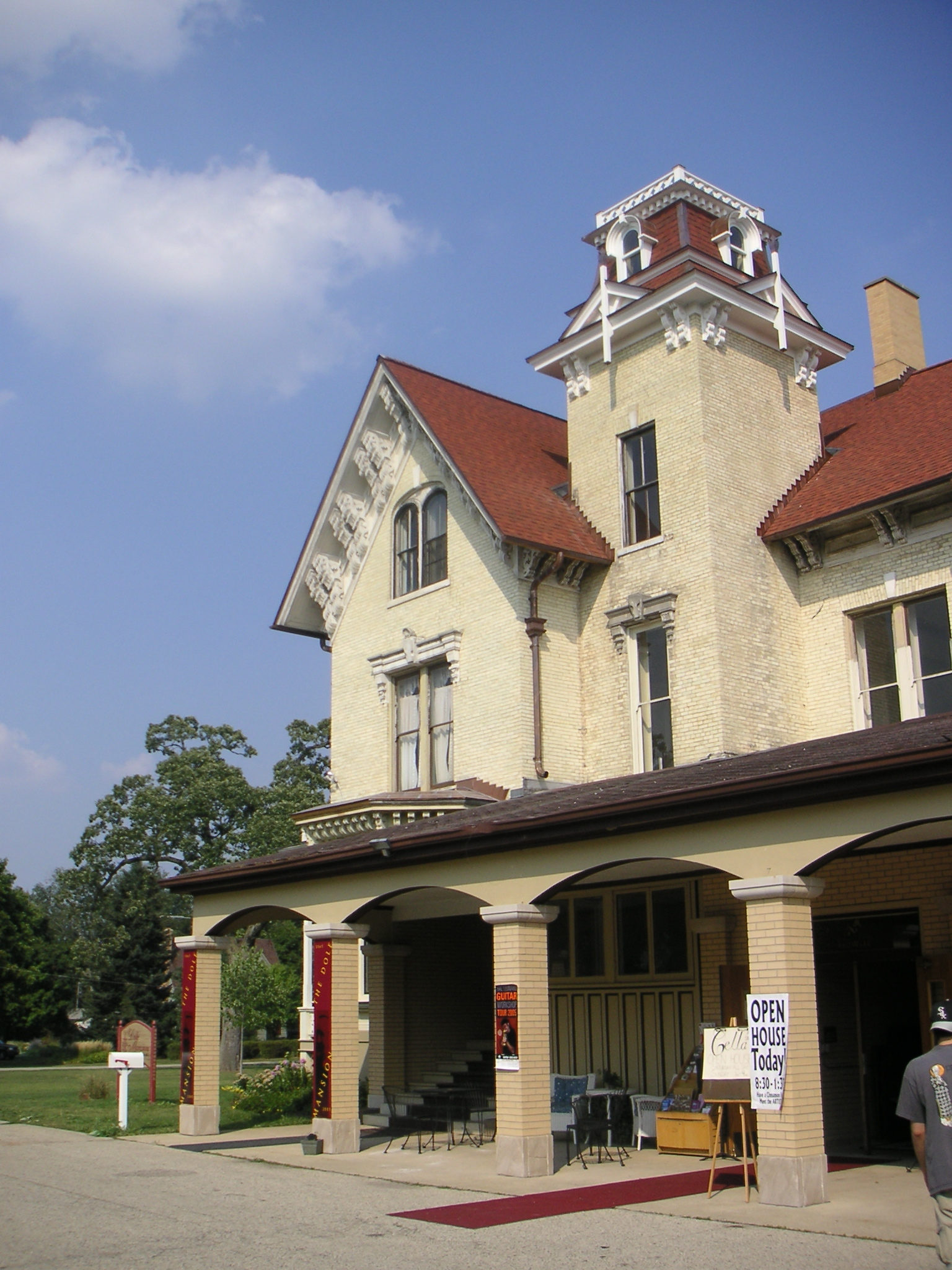
Dole Mansion

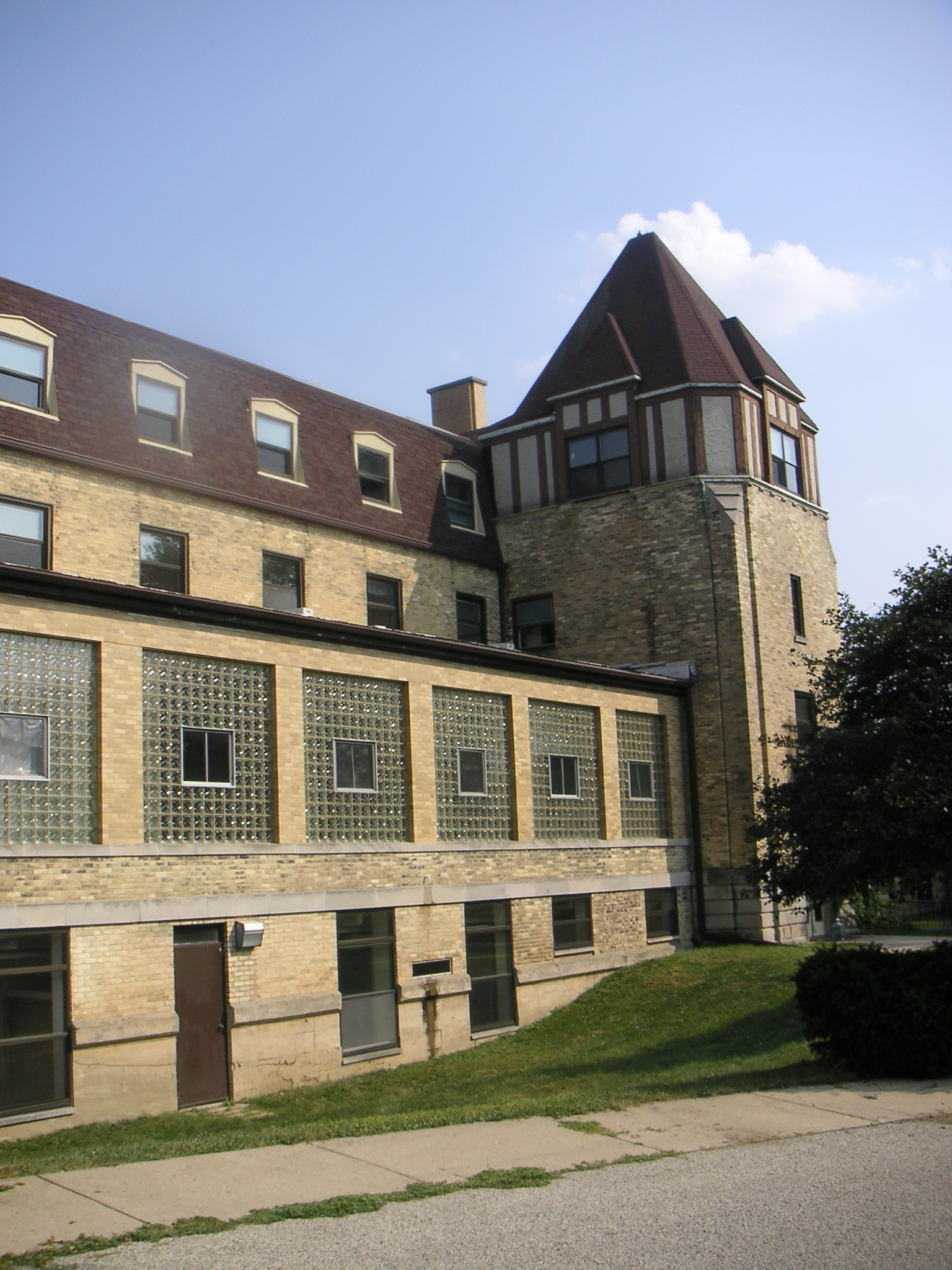
Lakeside Center

1860, als der Ort erst 25 Jahre existierte, kaufte Charles S. Dole über 400 ha Land mit bestem Seeblick. Es war sein Traum, ein repräsentatives Gebäude zu errichten, das seine Position als erfolgreicher Geschäftsmann angemessen widerspiegelte. Er war ein angesehenes Mitglied der Chicagoer Börse (Chicago Board of Trade). Dole setzte seinen Traum um und ließ eine dreigeschossige Villa mit angeschlossenen Gärten und Ställen errichten. Es wurden eigens europäische Handwerker herangeschafft um Parkettfußböden zu legen, Torbögen umzuarbeiten und die vom Anwesen stammenden Nussbäume zu hochwertigen Innenausstattungen zu verarbeiten. Als krönenden Abschluss holte er italienische Handwerker, um Kamine im feinsten Marmor zu errichten. Entsprechend eigenen Angaben überstiegen die Baukosten 100.000 Dollar, eine enorme Menge Geld in jener Zeit.

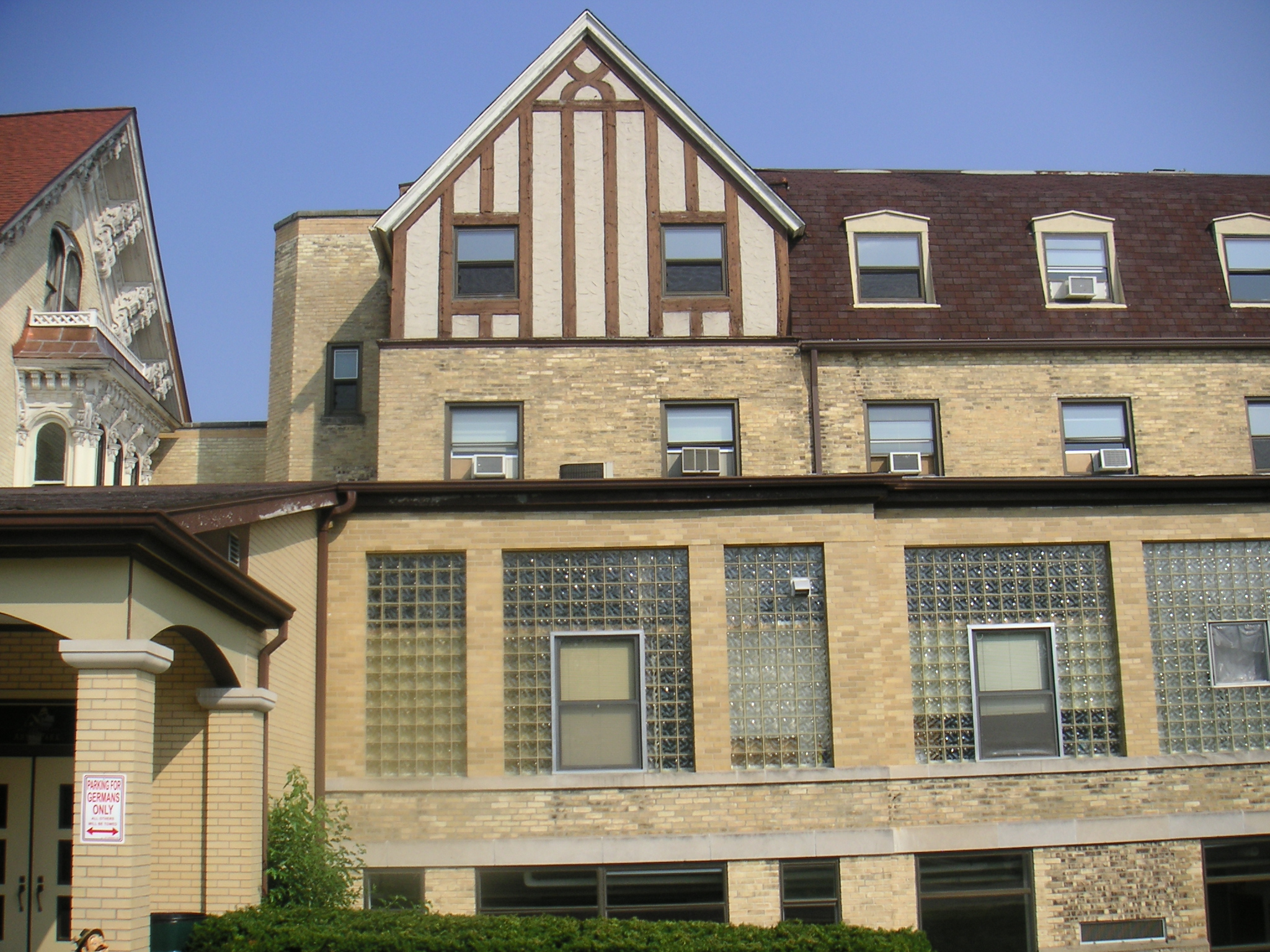
Lakeside Center

Das Anwesen war bekannt als Lakeland Farm. Mr. Dole lebte dort mit seiner Frau, Schwiegermutter, zwei Töchtern und einem Sohn. Dole behielt das Anwesen über 30 Jahre und lebte dort wohl recht großzügig. Als seine Tochter zum Beispiel 1883 heiratete, ließ er eigens ein Nebengleis von der Chicago and Northwestern Railway bis fast vor sein Haus legen. Ein über 200 m langer überdachter und mit Teppichen ausgelegter Übergang von der Haustür bis zum Zug ermöglichte es seinen hochkarätigen Chicagoer Gästen trockenen Fußes zur Zeremonie in seine Villa zu gelangen.
Mr. Doles Interessen wechselten mit den Jahren. Er errichtete eine Pferderennbahn auf seinem Grundstück und kaufte die besten Pferde, die man für Geld bekommen konnte. Schon bald hatte er eine Reihe von Pferden angesammelt um die ihn ganz Illinois beneidete. Man sagt, dass Mr. Dole es liebte in seinem Turm auf und ab zu gehen nur um seine Pferde laufen zu sehen. Als sein Interesse an den Pferden nachließ, entledigte er sich der schönen und wertvollen Tiere durch einen bedachten Verkauf. Die Doles lebten in der Villa bis in die späten 1890er Jahre bis später das Grundstück verkauft wurde.
Bis zur Jahrhundertwende war das Grundstück im Besitz von verschiedenen Eisfabriken. Eis wurde direkt im Crystal Lake abgebaut, in gut isolierten Lagerhäusern zwischengelagert und ins nahe gelegene Chicago verbracht. Mit dem späteren Aufkommen der elektrischen Kühlschränke ging das Eisgeschäft zurück. Nachdem sie mehrere Jahre zum Verkauf stand, wurde die Dole-Villa 1922 an die Lake Development Company (See-Entwicklungs-Gesellschaft) verkauft. Heute gehört sie zusammen mit dem Lakeside Center, das mit der Dole Villa verbunden ist, der Lakeside Stiftung.

### Eliza Ringling
Die Ringling Road ist eine Ost-West verlaufende Straße, die von der Country Club Road zur Lake Avenue abbiegt. Es sind nur weniger als ein Dutzend Häuser an der Ringling Road, doch die Häuser reichen von kleinen Steingemauerten Häusern bis hin zu imposanten Villen. Es ist kein Zufall, dass die an der Nordgrenze der Dole Villa verlaufende Straße Ringling Road heißt. Sie wurde benannt nach Eliza „Lou“ Ringling, die 1922 mit einer Gruppe von Investoren die See-Entwicklungs-Gesellschaft gründete und das Anwesen zu einer für die Gegend damals spektakulären Summe von fast einer halben Million Dollar kaufte. Unter Mrs. Ringleys Führung wurde die Dole Villa komplett renoviert und zum Crystal Lake Country Club umgewandelt.

### Jüngste Geschichte
Am 11. April 1965 tobte ein starker Tornado über der Stadt und beschädigte bzw. zerstörte große Teile der Stadt. Sechs Menschen starben, weitere 75 wurden verletzt. Die Zerstörungen nahmen ein Ausmaß von damals 1,5 Millionen Dollar an. 80 Häuser und ein Shopping Center wurden vollständig zerstört.
In den letzten Zwanzig Jahren war die Geschichte von Crystal Lake hauptsächlich vom ruhigen Wachsen der Vorstädte und ihrer gemäß letzter Volkszählung ca. 38.000 Einwohner zählenden Bevölkerung geprägt. Um dem Wachstum Rechnung zu tragen, wurde 1978 die Crystal Lake South High School eröffnet. Zuvor gab es seit 1924 nur die Crystal Lake Community High School, jetzt Crystal Lake Central High School. Die dritte und jüngste High School ist die Prairie Ridge High School nördlich des Stadtzentrums.
Die Stadt hat derzeit einige Herausforderungen zu meistern, so der rasante Anstieg der hispanischen Bevölkerung aus Mexiko und Mittelamerika, die völlig überlastete Stadtbibliothek, anhaltende Überfüllung der Schulen durch schnelles Wachstum der Vorstädte, ein ungünstiges Straßensystem das häufig zu Verkehrsproblemen führt. Jedoch ist alles in allem für die Bürger die Lebensqualität sehr hoch. Einige Erfolge der Stadtentwicklung sind bereits zu verzeichnen, so wurde für die Innenstadt ein zuverlässiges Parksystem entwickelt. Die Geschäfte in der Innenstadt erfreuen sich einer anhaltenden Wiederbelebung des Stadtzentrums. In den letzten Jahren wurde ein neues Rathaus und Gemeindezentrum errichtet.

## Demografische Daten
Bei der Volkszählung im Jahre 2010 wurde eine Einwohnerzahl von 40.743 ermittelt. Diese verteilten sich auf 14.421 Haushalte in 10.551 Familien. Die Bevölkerung teilte sich auf in 90,2 % Weiße, 1,0 % Afroamerikaner, 0,4 % amerikanische Ureinwohner, 2,5 % Asiaten, 0,01 % Pacific Islander und 4,1 % andere. 1,8 % gaben an, von mindestens zwei dieser Gruppen abzustammen. 11,7 % der Bevölkerung bestand aus Hispanics, die verschiedenen der oben genannten Gruppen angehörten.
In den 39,2 % der 14.421 Haushalte lebten Kinder unter 18 Jahren, in 58,9 % lebten verheiratete Paare, 10,1 % waren alleinerziehende Mütter und 26,8 % waren keine Familien. In 22,1 % der Fälle handelte es sich um Singlehaushalte und in 20,3 % der Fälle lebten Personen über 65 Jahren allein. Die durchschnittliche Haushaltsgröße betrug 2,81 Einwohner und die durchschnittliche Familiengröße 3,31.
28,1 % der Einwohner waren unter 18 Jahren, 18,8 % zwischen 18 und 24, 26,2 % von 25 bis 44, 27,7 % von 45 bis 64 und 10 % 65 und älter.
Das Durchschnittsalter lag bei 37 Jahren. Auf 100 Frauen kamen statistisch 97,6 Männer.
Das durchschnittliche Einkommen pro Haushalt betrug $78.311, das durchschnittliche Familieneinkommen $91.870. Das durchschnittliche Einkommen der Männer lag bei $61.982, das der Frauen bei $44.288. Das Pro-Kopf-Einkommen belief sich auf $31.172. Rund 5,2 % der Familien und 6,2 % der Gesamtbevölkerung lagen mit ihrem Einkommen unter der Armutsgrenze.

## Politik / Verwaltung
Der Bürgermeister von Crystal Lake ist ehrenamtlich tätig, er wird für vier Jahre gewählt und erhält eine jährliche Aufwandsentschädigung. Verwaltungschef ist ein fest angestellter City Manager, der zusammen mit seiner Stadtverwaltung die Beschlüsse von Bürgermeister und sechs gewählten Gemeinderäten umsetzt.
Die Stadt verfügt über ein eigenes Police Department. Drei Feuerwachen sind über Crystal Lake verteilt.

## Partnerstädte
Seit 1996 Holzgerlingen, Deutschland

## Kultur, Sport und Sehenswürdigkeiten
Crystal Lake hat als Stadt eine eigenständige Kulturszene. Allerdings teilt es viele kulturelle Möglichkeiten mit Chicago und den anderen größeren Gemeinden in der Umgebung. Die Stadt ist Heimat der Crystal Lake Community Band, ein über die Stadtgrenzen hinaus bekanntes Orchester. In der Innenstadt befindet sich das jüngst renovierte Raue Center for the Arts mit 700 Sitzplätzen. Es werden Theaterstücke aufgeführt und das ganze Jahr über Konzerte veranstaltet.
Die Stadt beherbergt den Northwest Herald, die einzige täglich erscheinende Zeitung im McHenry County. Die Zeitung berichtet hauptsächlich über lokale Themen, doch sie behandelt auch nationale Themen und Weltnachrichten.
Verschiedene Radiosender sind in Crystal Lake ansässig, so auch mehrere Stationen mit Programmen in spanischer Sprache für die hispanischen Einwanderer.
Kirchen haben einen großen Einfluss in der Stadt und veranstalten viele jährliche Veranstaltungen.
Eine große Präsenz in der Stadt hat die Parkverwaltung (Crystal Lake Park District), eine Organisation, die in über 30 Parks der Stadt nicht nur mit einer eigenen Park District Police für Ordnung, Sauberkeit und Sicherheit sorgt, sondern zudem auch mehr als 500 verschiedene Freizeitprogramme anbietet, angefangen vom Ballett für Vorschulkinder bis zur Gartenpflege für Senioren.
Unter den sehenswerten Punkten sind der See und die historische Innenstadt hervorzuheben.
Der gleichnamige See bietet einen Strand, der geöffnet ist, wenn immer das Wetter es zulässt. Das Fahren mit Motorbooten ist beschränkt und ist derzeit heftig zwischen den Seeanrainern Crystal Lakes und der am Südufer gelegenen Stadt Lakewood, in der ca. 30 % des Sees liegt, umstritten.
Das jährliche Highlight ist die gegen Ende Juni stattfindende Pappboot-Regatta auf dem See. Ein Reglement schreibt vor, dass die Boote aus Pappe hergestellt sein müssen und nur aus natürlichen Materialien bestehen dürfen. Gestartet wird in verschiedenen Klassen und Altersgruppen, mit oder ohne Segel. Den Cup erhält die schnellste Crew. Darüber hinaus gibt es noch eine ganze Reihe weiterer Pokale: Für das schönste Boot beispielsweise, das verrückteste Team oder den spektakulärsten Untergang. Start- und Eintrittsgelder dieser von Funk und Fernsehen übertragenen Veranstaltung, die regelmäßig von über 20.000 Menschen besucht wird, kommen sozialen und karitativen Einrichtungen zugute.
Crystal Lake bietet eine Vielzahl an sportlichen Betätigungsmöglichkeiten und Veranstaltungen. Die Stadt ist offizieller Austragungsort für die „World Series“ der „Continental Amateur Baseball Association“ (CABA).
Die Innenstadt, die in den früheren Jahren etwas unter den großen Shoppingcentern am Rande der Stadt gelitten hatte und zu verkommen drohte, erfreute sich in den letzten Jahren einer wachsenden Wiederbelebung und lädt heute mit ihren vielen kleinen Shops und Spezialitätengeschäften zum Einkaufsbummel ein.

## Söhne und Töchter der Stadt
- Jason Adasiewicz (* 1977), Jazz-Vibraphonist und Komponist
- Jim Verraros (* 1983), Sänger und Schauspieler